# Pre-Pod Demo
«Pre-Pod Demo» (укр. Демо «Попередня зграя») — третій і останній демо-альбом ріверсайдського гурту Suicide Silence, випущений у 2005 році. Потім у тому ж році гурт записав свій перший студійний мініальбом Suicide Silence.

## Зміст
| №      | Назва                | Переклад українською | Тривалість |
| ------ | -------------------- | -------------------- | ---------- |
| 01     | No Pity for a Coward | Боягуза не шкода     | 03:12      |
| 02     | The Green Monster    | Зелена потвора       | 03:24      |
| 03     | Girl of Glass        | Дівчина зі скла      | 02:53      |
| Всього | Всього               | 09:29                | 09:29      |

## Музиканти
- Мітч Лакер — вокал
- Рік Еш — гітара
- Кріс Ґарса — гітара
- Майк Бодкінс — бас
- Джош Годдард — ударні